# Neurochaeta macalpinei
Neurochaeta macalpinei är en tvåvingeart som beskrevs av Norman E. Woodley 1982.
Neurochaeta macalpinei ingår i släktet Neurochaeta och familjen Neurochaetidae. Inga underarter finns listade i Catalogue of Life.